# Historisches Museum Osaka

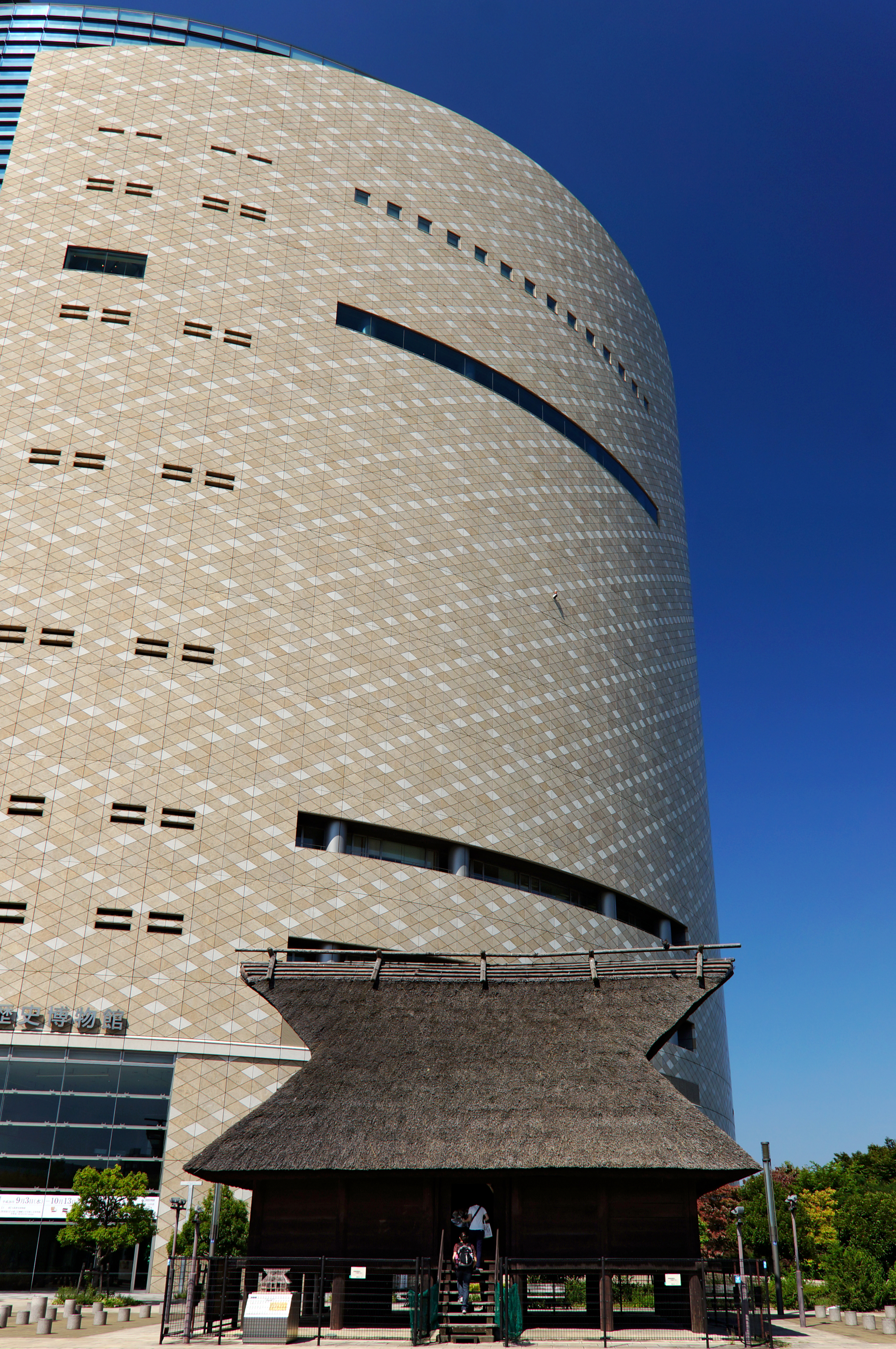
Historisches Museum Ōsaka

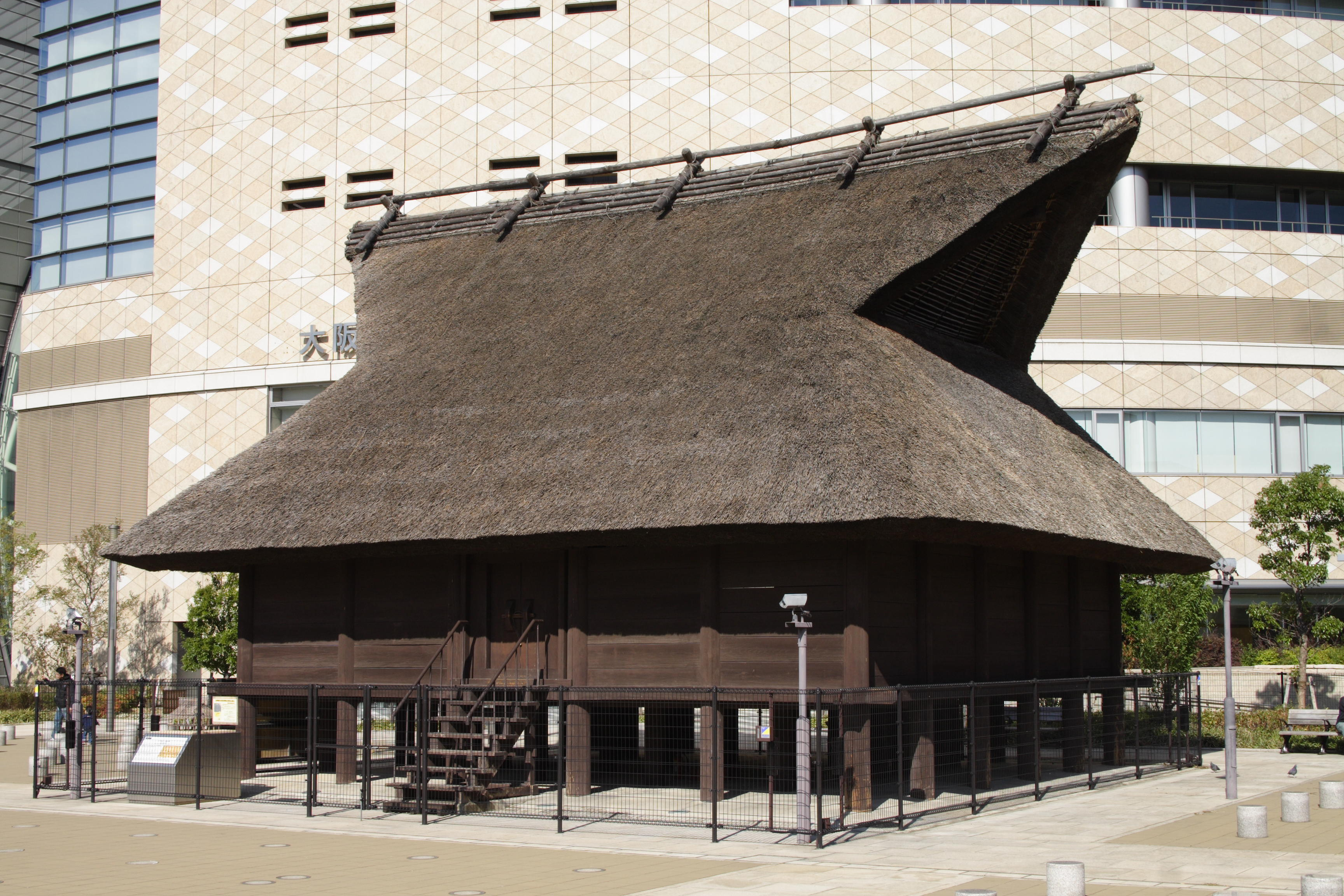
Speicher (Kofun-Zeit)

Das Historische Museum Osaka (japanisch 大阪歴史博物館, Ōsaka Rekishi Hakubutsukan) in Osaka stellt japanische Geschichte mit Bezug auf die Stadt Osaka dar. Als Kurzform für das Museum ist auch die Bezeichnung „Rekihaku“ in Gebrauch. Die Eröffnung in diesem Gebäude fand 2001 statt.

## Übersicht
Der Rundgang durch das Museum, das in einem modernen Hochhaus untergebracht ist, beginnt im 10. Stock, von dem man sich bis zum 7. Stock (bei Sonderausstellungen bis zum 6. Stock) nach unten bewegt. Im 2. Stock befinden sich eine Bibliothek und Veranstaltungsräume, im 1. Stock der Museumsladen und ein Restaurant. Im 1. Untergeschoss kann man einen Blick auf die Ausgrabungen vor dem Bau des jetzigen Gebäudes werfen. Aus der Zeit vor 1350 Jahren (Asuka-Zeit) finden sich Spuren von Lagerhäusern.
Die Stockwerke des Museums können auf zweierlei Weise durchwandert werden. Es gibt einen Rundgang durch die Hauptsehenswürdigkeiten, die alle in Originalgröße dargestellt und gegebenenfalls durch Videos erläutert werden. Dafür wird etwa eine Stunde benötigt. Ein weiterer, gründlicher Rundgang bezieht auch die Modelle und Vitrinen mit ein. Im Treppenhaus bietet sich die Gelegenheit, die nahe Burg Ōsaka von einem hohen Standpunkt aus zu betrachten.
- 10. Stock: Rekonstruiert ist ein Teil des Thronsaales (大極殿, Daigokuden) des Kaiserpalastes „Naniwa Miya“ (難波宮) im Originalmaß, mit rot lackierten Säulen von 70 cm Durchmesser und einer großen Zahl von lebensgroßen Puppen in historischer Tracht. Dazu erklingt Gagaku.
- 9. Stock: Hier wird die am Fluss gelegene und von Kanälen durchzogene Stadt von ihrem Aufbau durch Toyotomi Hideyoshi und in der Edo-Zeit mit Modellen im Maßstab 1:20 und mit Objekten vorgestellt.
- 8. Stock: Die Arbeitsweise der Archäologie wird exemplarisch gezeigt. Es werden auch Arbeitskreise organisiert.
- 7. Stock: Das Stadtleben in Osaka der Taishō- und Shōwa-Zeit wird bis zum Zweiten Weltkrieg dargestellt.

## Bildbeispiele

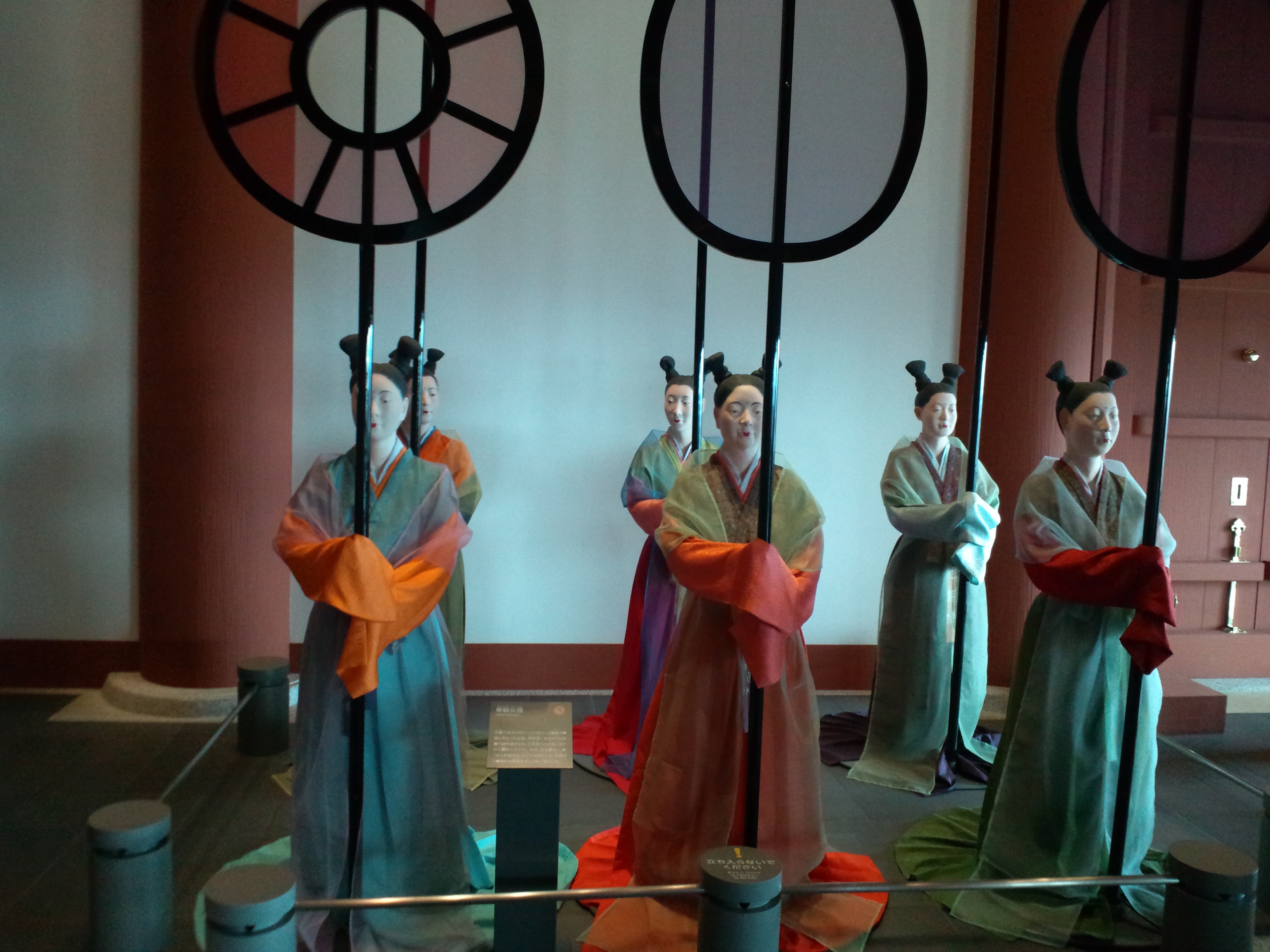
Hofdamen
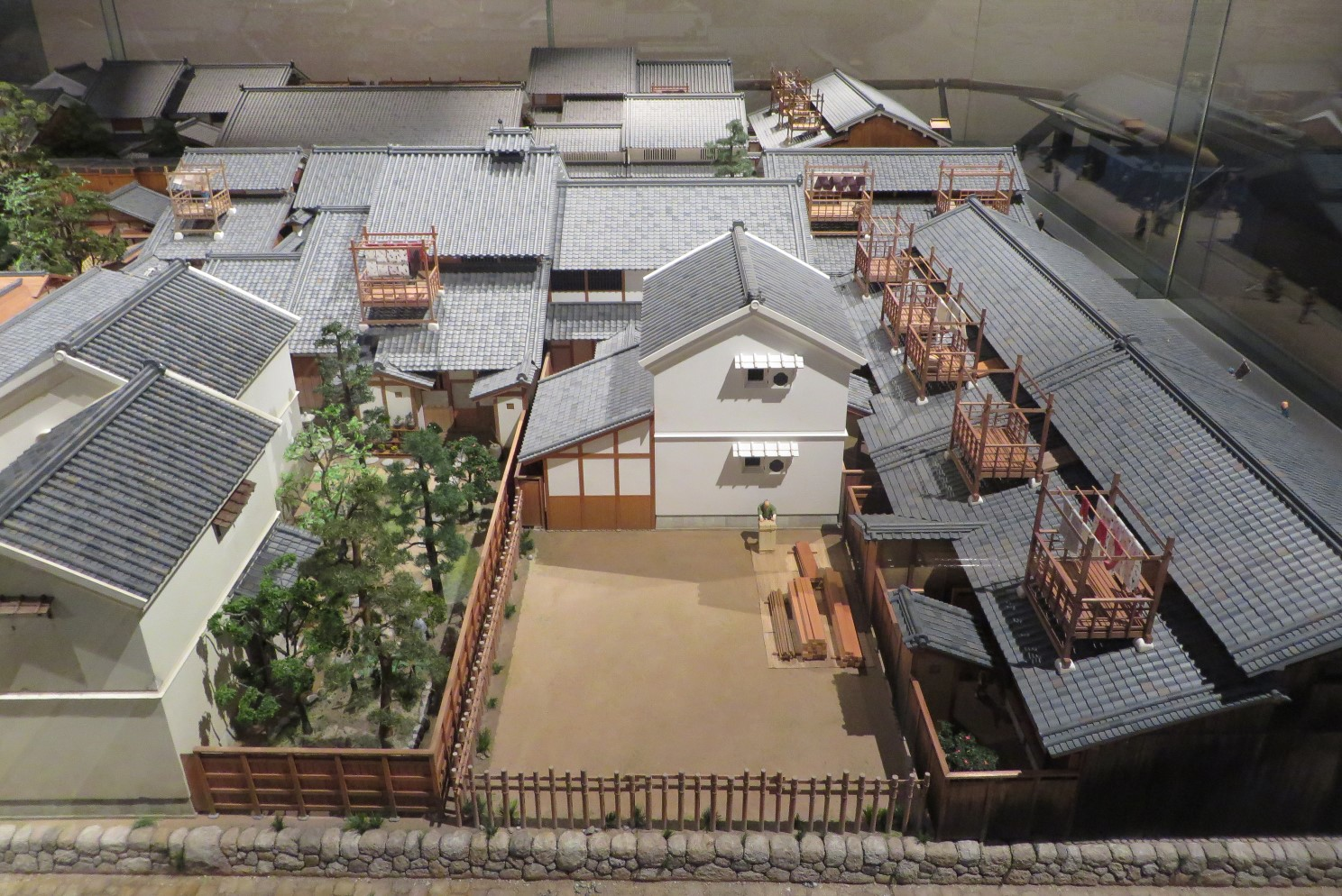
Wohnviertel (Edo-Zeit)
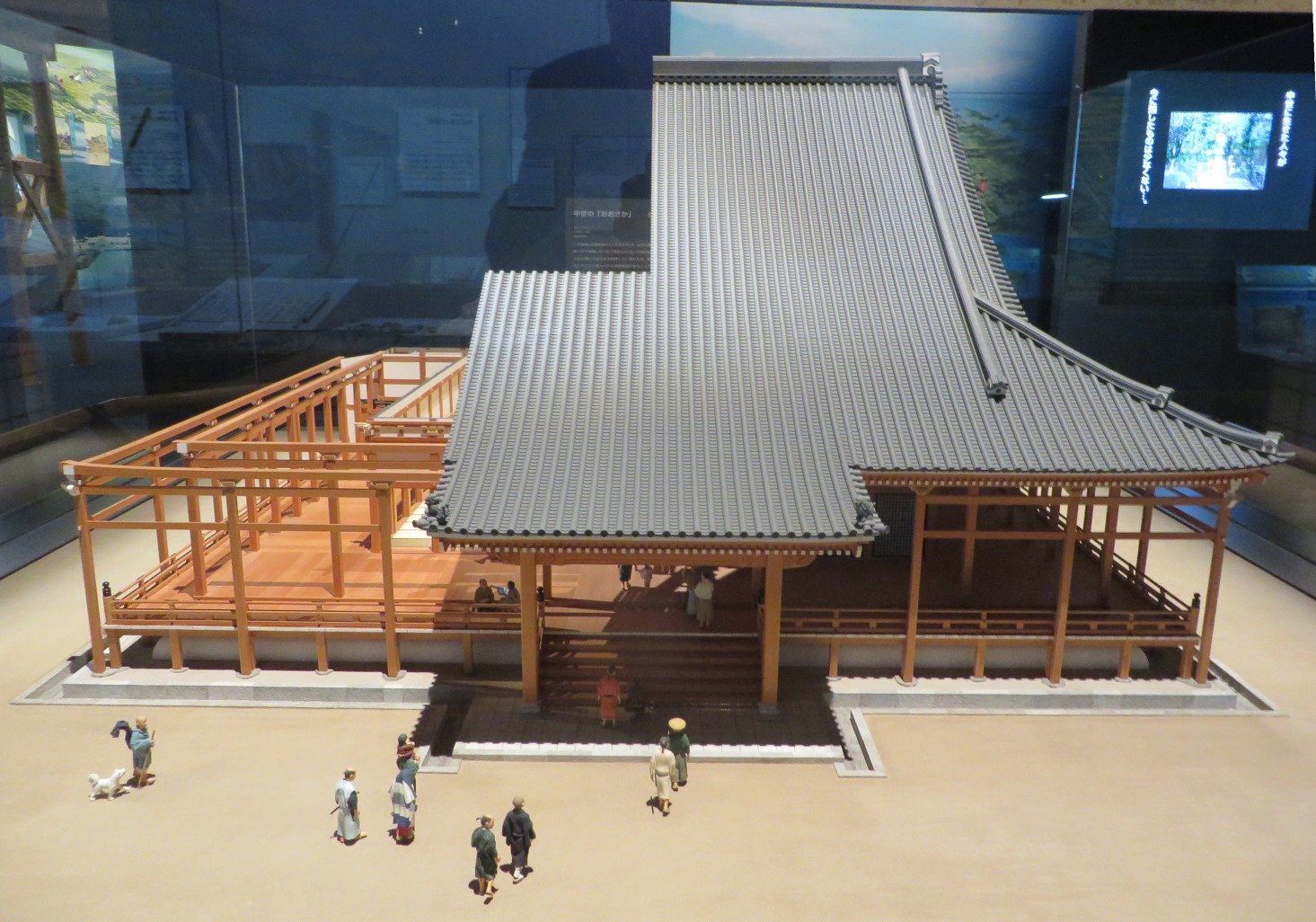
Modell eines Tempels
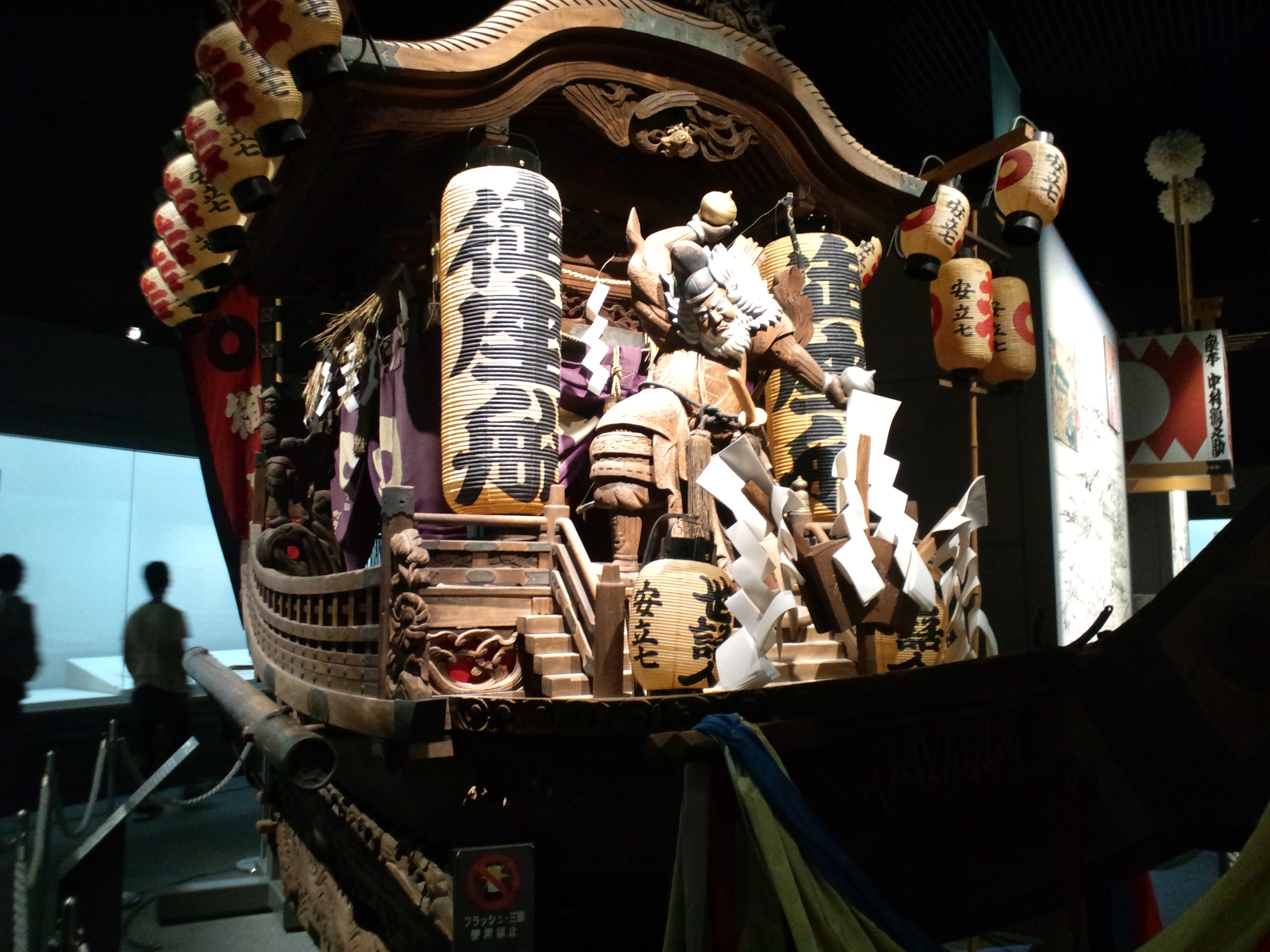
Gozabune (Vergnügungsboot)
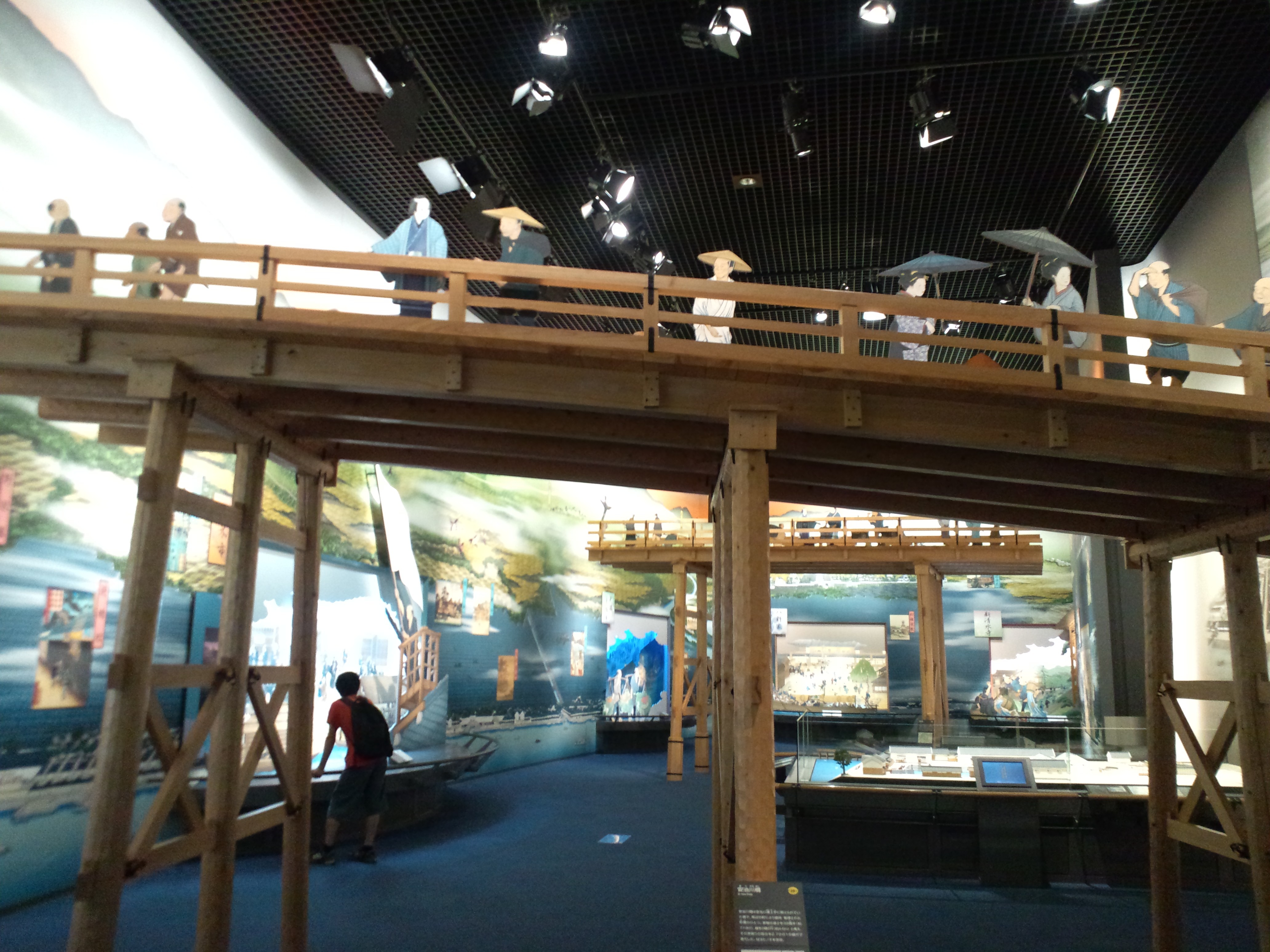
Ajigawa-Brücke
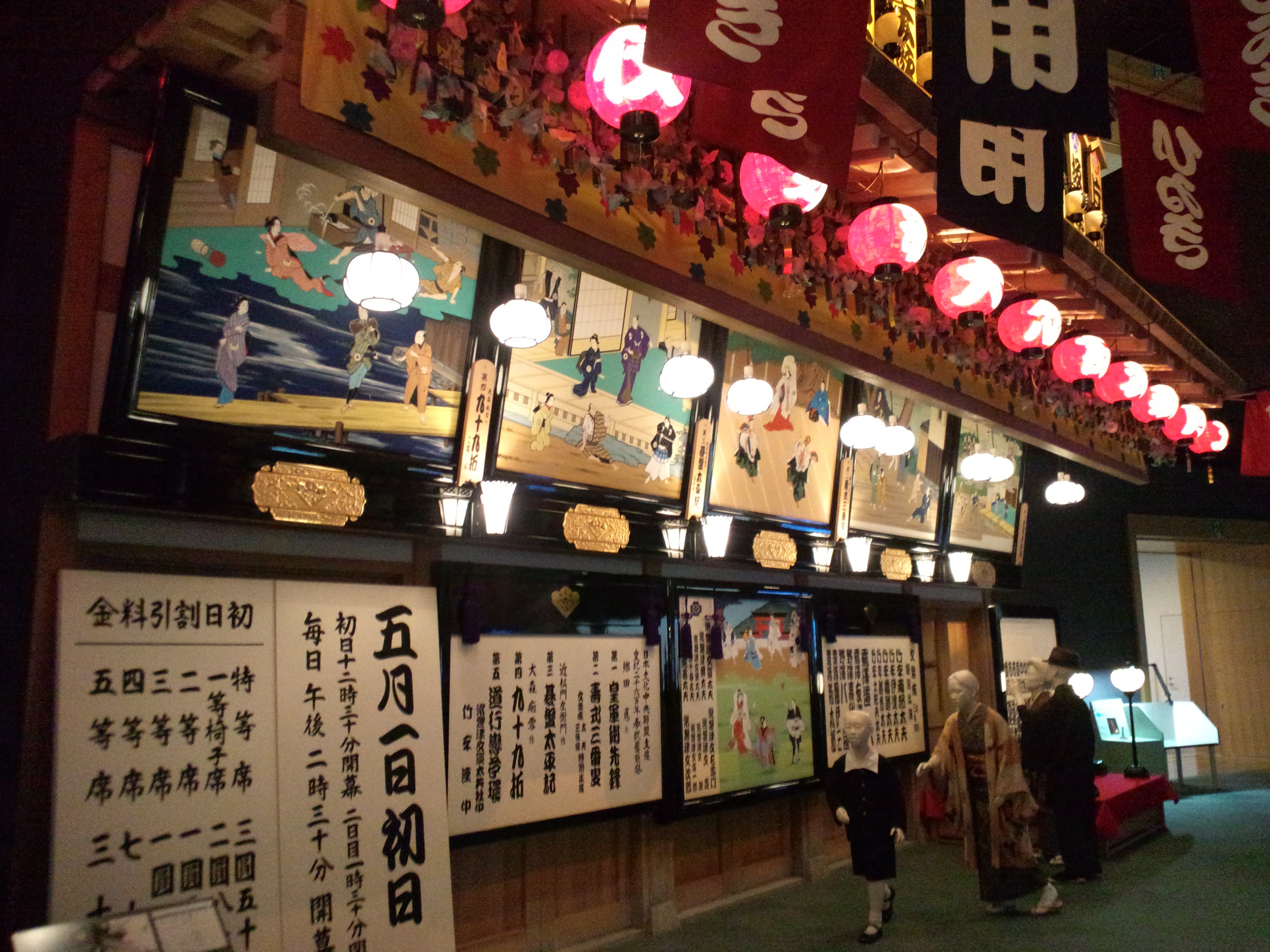
Vor dem Theater